# Юсти, Карл Вильгельм
Карл Вильгельм Юсти (нем. Karl Wilhelm Justi; 14 января 1767, Марбург — 7 августа 1846) — немецкий философ и лютеранский богослов, дед Карла и Фердинанда Юсти.
Рано остался сиротой, был воспитан дядей; в университет поступил в возрасте 15 лет и окончил его в 1787 году. Служил пастором в приходской лютеранской церкви в Марбурге. В 1793 году стал профессором философии Марбургского университета, с 1822 года профессором лютеранского богословия там же. В 1797 году написал крупную работу о биографии Елизаветы Венгерской, которая была переиздана в 1835 году.
Наиболее известные работы: « Nationalgesänge der Hebräer» (3 тома, 1803—1818); «Hiob: Neu übersetzt und erläutert» (Бонн — Кассель, 1840); «Selbstbiographie: Zweiter Nachtrag» (Марбург, 1842) и другие.